# Regionalwahl in den Abruzzen 1975
Die Regionalwahl in den Abruzzen 1975 fand am 15. und 16. Juni statt.

## Wahlergebnis
| Listen            | Listen                                        | Stimmen | %    | Mandate |
| ----------------- | --------------------------------------------- | ------- | ---- | ------- |
|                   | Democrazia Cristiana                          | 323.207 | 42,5 | 18      |
|                   | Partito Comunista Italiano                    | 230.680 | 30,3 | 13      |
|                   | Partito Socialista Italiano                   | 77.480  | 10,2 | 4       |
|                   | Movimento Sociale Italiano – Destra Nazionale | 49.021  | 6,4  | 2       |
|                   | Partito Socialista Democratico Italiano       | 46.981  | 6,2  | 2       |
|                   | Partito Repubblicano Italiano                 | 19.705  | 2,6  | 1       |
|                   | Partito Liberale Italiano                     | 13.434  | 1,8  | –       |
| Gesamt            | Gesamt                                        | 760.508 | 100  | 40      |
|                   |                                               |         |      |         |
| Ungültige Stimmen | Ungültige Stimmen                             | 33.188  | 4,2  |         |
| Wähler            | Wähler                                        | 793.696 | 87,7 |         |
| Wahlberechtigte   | Wahlberechtigte                               | 904.622 |      |         |